# Erik Nyblom
Erik Nyblom, född 29 september 1873 i Vänersborgs församling, Älvsborgs län, död 19 september 1947 i Lidingö församling, Stockholms län, var en svensk journalist som använde pseudonymen Mac och författare.
Erik Nyblom var medarbetare i Dagens Nyheter från 1898 till 1932 och var känd bland annat för realistiska reportage och respektlösa intervjuer under signaturen Mac.
Han var från 1913 till sin bortgång gift med journalisten Elsa Nyblom (1890–1956). Makarna Nyblom är begravda på Lidingö kyrkogård.